# Magistral d'escacs Ciutat de Barcelona de 2017
El Magistral d'escacs Ciutat de Barcelona de 2017 fou el 22è Magistral, un torneig d'escacs que es jugà entre els dies 9 i el 17 de novembre de 2017 a Barcelona. Organitzat per la Federació Catalana d'Escacs (FCE) i patrocinat per l'Ajuntament de Barcelona amb la col·laboració de l'Ateneu Barcelonès, sota la direcció d'en Jordi Parayre Soguero. Tingué lloc a les instal·lacions de l'Ateneu Barcelonès al carrer Canuda, núm.6 de Barcelona.

## Format i premis
El torneig es jugà per round robin a 9 rondes, al ritme de 90 minuts les primeres 40 jugades més 30 minuts per acabar la partida amb 30 segons addicionals per jugada. La repartició de la bossa de 8.200 euros en premis fou la següent: el primer classificat 2.000 euros més trofeu, el segon 1.500 euros més trofeu, el tercer 1.100 euros, el quart 950 euros, el cinquè 700 euros, el sisè 600 euros, el setè 500 euros, el vuitè 400 euros, el vuitè 300 euros i el vuitè 200 euros.

## Participants
La mitjana d'Elo dels participants fou de 2563, de categoria XIII. Els participants del Magistral varen ser els següents sis jugadors:
- GM Laurent Fressinet (França) 2667
- GM Benjamin Gledura (Hongria) 2605
- GM Daniele Vocaturo (Itàlia) 2598
- GM Karèn H. Grigorian (Armènia) 2584
- GM Rodrigo Vasquez Schroeder (Colòmbia) 2555
- GM Fernando Peralta (Argentina) 2551
- GM Àlvar Alonso Rosell (Catalunya) 2530
- GM Camilo Ernesto Gómez Garrido (Cuba) 2524
- IM Hipòlit Asís Gargatagli (Catalunya) 2520
- GM Miguel Muñoz Pantoja (Catalunya) 2494

## Resultats i classificació
El Gran Mestre hungarès Benjamin Gledura es proclamà campió del 22è Magistral per millor desempat respecte Laurent Fressinet després de fer taules a la darrera partida contra Fernando Peralta. Mentre Hipòlit Asís aconseguí la seva segona norma de GM on protagonitzà dues partides espectaculars amb sacrificis de material.
|    | Nom                          | Elo  | 1 | 2 | 3 | 4 | 5 | 6 | 7 | 8 | 9 | 10 | Punts. | Des1 | Des2 | Des3  |
| -- | ---------------------------- | ---- | - | - | - | - | - | - | - | - | - | -- | ------ | ---- | ---- | ----- |
| 1  | Benjamin Gledura             | 2605 | * | ½ | 1 | ½ | ½ | ½ | 1 | ½ | 1 | ½  | 6,0    | 0,5  | 5    | 26,00 |
| 2  | Laurent Fressinet            | 2667 | ½ | * | ½ | 1 | 1 | 1 | 0 | ½ | ½ | 1  | 6,0    | 0,5  | 5    | 25,75 |
| 3  | Daniele Vocaturo             | 2598 | 0 | ½ | * | ½ | 1 | ½ | 1 | ½ | 1 | ½  | 5,5    | 0,0  | 5    | 23,00 |
| 4  | Fernando Peralta             | 2551 | ½ | 0 | ½ | * | ½ | ½ | ½ | 1 | 1 | ½  | 5,0    | 0,5  | 4    | 20,50 |
| 5  | Hipòlit Asís Gargatagli      | 2520 | ½ | 0 | 0 | ½ | * | ½ | 1 | 1 | ½ | 1  | 5,0    | 0,5  | 4    | 19,00 |
| 6  | Miguel Muñoz Pantoja         | 2494 | ½ | 0 | ½ | ½ | ½ | * | 1 | ½ | 0 | 1  | 4,5    | 0,0  | 5    | 18,50 |
| 7  | Rodrigo Vasquez Schroeder    | 2555 | 0 | 1 | 0 | ½ | 0 | 0 | * | 1 | 1 | ½  | 4,0    | 0,0  | 4    | 16,50 |
| 8  | Camilo Ernesto Gómez Garrido | 2524 | ½ | ½ | ½ | 0 | 0 | ½ | 0 | * | ½ | 1  | 3,5    | 0,5  | 4    | 14,75 |
| 9  | Karèn H. Grigorian           | 2584 | 0 | ½ | 0 | 0 | ½ | 1 | 0 | ½ | * | 1  | 3,5    | 0,5  | 4    | 13,75 |
| 10 | Àlvar Alonso Rosell          | 2530 | ½ | 0 | ½ | ½ | 0 | 0 | ½ | 0 | 0 | *  | 2,0    | 0,0  | 5    | 10,25 |

## II Memorial Artur Pomar
Paral·lelament al Magistral de 2017, entre els dies 10 i 12 de novembre, es feu dos torneigs tancats entre els sis millors jugadors sub10 i sub12 classificats al Campionat de Catalunya d'edats de 2017.

### Resultats Sub-10
|   | Jugador                   | Elo  | 1 | 2 | 3 | 4 | 5 | 6 | Punts | Des. |
| - | ------------------------- | ---- | - | - | - | - | - | - | ----- | ---- |
| 1 | Gerard Año Pla            | 1999 | * | ½ | 1 | 1 | 1 | 1 | 4,5   | 9,00 |
| 2 | Joan Moles Benali         | 1758 | ½ | * | 1 | ½ | 0 | 1 | 3,0   | 7,25 |
| 3 | Alexander Domene Mulyukov | 1500 | 0 | 0 | * | ½ | 1 | 1 | 2,5   | 4,00 |
| 4 | Leo Gardner               | 1592 | 0 | ½ | ½ | * | 1 | 0 | 2,0   | 4,25 |
| 5 | Lucas Puente Fernandez    | 1716 | 0 | 1 | 0 | 0 | * | ½ | 1,5   | 3,75 |
| 6 | Aran Gasull Batiste       | 1676 | 0 | 0 | 0 | 1 | ½ | * | 1,5   | 2,75 |

### Resultats Sub-12
|   | Jugador                 | Elo  | 1 | 2 | 3 | 4 | 5 | 6 | Punts | Des. |
| - | ----------------------- | ---- | - | - | - | - | - | - | ----- | ---- |
| 1 | Jan Travesset Sagré     | 2044 | * | 1 | 1 | 1 | 0 | 1 | 4,0   | 9,50 |
| 2 | Nicolas Jimenez Muñoz   | 2043 | 0 | * | ½ | ½ | 1 | 1 | 3,0   | 5,50 |
| 3 | Edgar Roca Planas       | 1998 | 0 | ½ | * | 1 | 1 | 0 | 2,5   | 5,50 |
| 4 | Bernat Xifra Tome       | 1926 | 0 | ½ | 0 | * | 1 | 1 | 2,5   | 4,50 |
| 5 | Artur Taltavull Hidalgo | 1883 | 1 | 0 | 0 | 0 | * | ½ | 1,5   | 4,75 |
| 6 | Josep Navajas Alvarez   | 1894 | 0 | 0 | 1 | 0 | ½ | * | 1,5   | 3,25 |